# Татарівська волость
Татарівська волость — історична адміністративно-територіальна одиниця Єлизаветградського повіту Херсонської губернії із центром у містечку Татарівка.
Станом на 1886 рік складалася з 14 поселень, 16 сільських громад. Населення — 2846 осіб (1526 чоловічої статі та 1320 — жіночої), 290 дворових господарства.
|                     | Площа, десятин | У тому числі орної, дес. |
| ------------------- | -------------- | ------------------------ |
| Сільських громад    | 1577           | 1427                     |
| Приватної власності | 15575          | 6635                     |
| Казенної власності  | —              | —                        |
| Іншої власності     | 120            | 120                      |
| Загалом             | 17272          | 8182                     |

Найбільше поселення волості:
- Татарівка (Дорофіївка) — колишнє власницьке містечко при річці Вошива за 68 верст від повітового міста, 64 особи, 15 дворових господарств, православна церква, єврейський молитовний будинок, школа, земська станція, лавка, базари щонеділі.

За даними 1896 року у волості налічувалось 34 поселення, 663 дворових господарства, населення становило 3780 осіб.